# Нижня Іволга
Нижня Іволга (рос. Нижняя Иволга) — село Іволгинського району, Бурятії Росії. Входить до складу Сільського поселення Нижньоіволгинське.
Населення — 1724 особи (2015 рік).